# ヘルマン・グロスマン

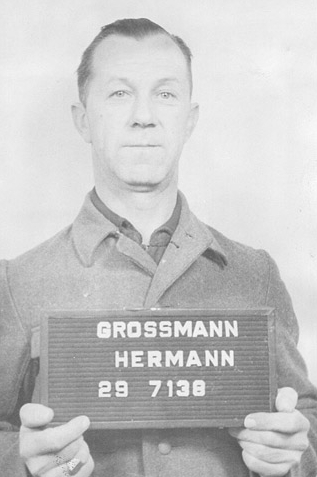
ヘルマン・グロスマン（1947年）

ヘルマン・グロスマン（ドイツ語: Hermann Grossmann, 1901年7月21日 - 1948年11月19日）は、ドイツの軍人。ナチス・ドイツの時代、親衛隊（SS）の隊員としてブーヘンヴァルト強制収容所の外部収容所（Außenlager）であるヴェルニゲローデ収容所やボーフム・フェライン収容所の所長（Lagerleiter）を務めた。最終階級は親衛隊中尉。

## 経歴
ヘルマン・グロスマンは1939年8月末からブーヘンヴァルト収容所に配属された。1940年5月の時点ではブーヘンヴァルト収容所看守隊長（Kommandeur der Wachmannschaft）を務めており、1943年3月からヴェルニゲローデ外部収容所に所長として赴任した。同収容所では、1938年からラウタンヴェルケン社（Rautalwerken GmbH）あるいはヴェルニッヒヴェルケ社（Wernigwerke AG）と呼ばれていた企業に対し、軍用電源機材の部品などを製造する軽金属鋳造工場の労働力として囚人を提供していた。1944年6月、同じくブーヘンヴァルト収容所の外部収容所であるボーフム・フェライン収容所に所長として赴任し、1945年3月の収容所解放まで勤務した。1944年12月の時点で、ボーフム・フェライン収容所には建設作業や工場労働に投入する為の収容者（主にユダヤ人）が1,600人以上収容されていた。
敗戦後、グロスマンはブーヘンヴァルト主要裁判の一環として開かれたダッハウ裁判の中で起訴された。グロスマンは連合国軍の捕虜を虐待・虐殺したとされ、また彼が空襲中にソ連人捕虜を射殺していたという信ぴょう性の高い目撃証言もあった。1947年8月14日、グロスマンに対する死刑判決が下る。1948年11月19日、ランツベルク戦犯収容所にて絞首刑に処された。